# Studnice (ort i Tjeckien, lat 50,42, long 16,09)
Studnice är en ort i Tjeckien. Den ligger i den nordöstra delen av landet, 120 km öster om huvudstaden Prag. Studnice ligger 332 meter över havet och antalet invånare är 988.
Terrängen runt Studnice är platt åt sydväst, men åt nordost är den kuperad. Runt Studnice är det tätbefolkat, med 427 invånare per kvadratkilometer. Närmaste större samhälle är Trutnov, 19,9 km nordväst om Studnice. Trakten runt Studnice består till största delen av jordbruksmark.